# Леонинская стена

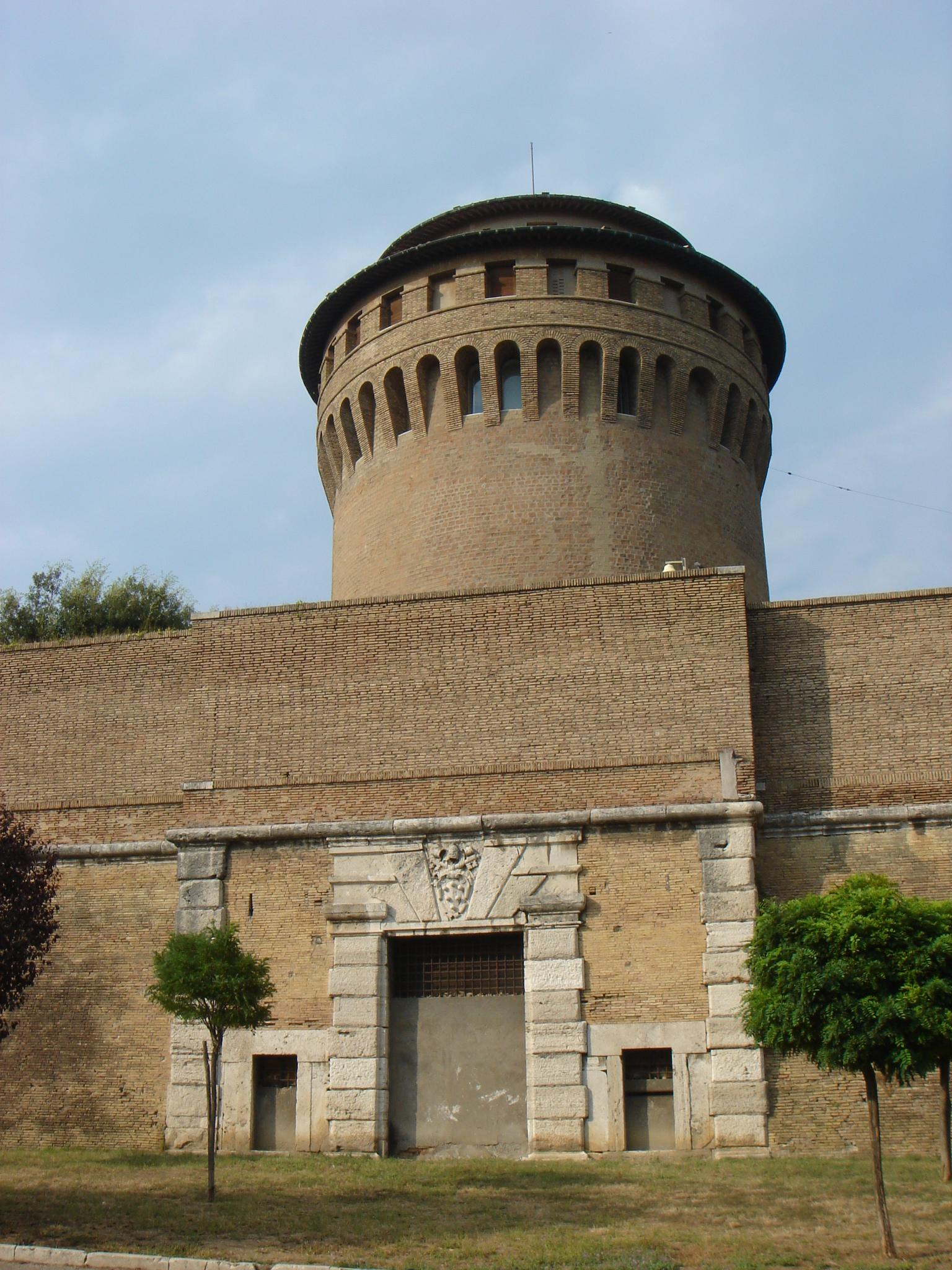

Леонинская стена (итал. Mura leonine) — средневековое крепостное укрепление в Риме, Италия.
Окружает римский район Борго и бо́льшую часть государства Ватикан. Остатки части этой стены расположены в западном секторе папского города-государства, на территории Ватиканских садов. Ранее Леонинская стена служила внешней границей Ватикана.
Воздвигнута в 848—852 годах, когда Ватикан находился ещё вне крепостной защиты Рима, по указанию папы Льва IV для защиты от нападений приходивших морем арабов-мусульман. Непосредственной причиной для начала строительства стало разграбление Рима сарацинами в 846 году. Жилой район внутри Леонинской стены со временем стал называться Леоградом (городом Льва, лат. Civitas Leonina).